# Shane Richie
Shane Richie, född som Shane Patrick Roche 11 mars 1964 i Harlesden, London, är en brittisk skådespelare, komiker, sångare och programledare. Han är far till Jake Roche som är sångare i pop- och R&Bbandet Rixton.